# Meg and Mog
《Meg and Mog》系列是一套由海倫·尼柯爾（Helen Nicoll）所寫，詹·平克斯基（Jan Pienkowski）負責繪畫插圖的繪本。該系列自1970年代開始發售以來，已經售出超過三百萬冊，並曾經改編為動畫，及推出35週年紀念版本。

## 主要登場人物
以下是於該系列登場的主要人物。
梅格（Meg，メグ）配音員：Fay Ripley（英語版）、內川藍維（日語版）
該系列的主角，是一位女巫。
莫格（Mog，モグ）：配音員：Phil Cornwell（英語版）、福圓美里（日語版）
梅格飼養的貓，身上有黑白間條花紋。
歐爾（Owl，ホー）：配音員：Alan Bennett（英語版）、田坂秀樹（日語版）
貓頭鷹，是梅格和莫格的朋友。
注：由於該系列並沒有推出中文版本，所以全部的角色名稱均為暫譯。

## 改編及翻譯

### 動畫
該系列曾於2003年改編為動畫，並曾獲得英國動畫奬（British Animation Awards） 及英國電影和電視藝術學院（British Academy of Film and Television Arts）幼兒動畫組 的提名。

### 翻譯
該系列繪本於2007年開始在日本發行翻譯版本，日語動畫版更預定於2008年一月開始在日本的Cartoon Network播放。

### 其他
香港教育電視曾以朗讀《Meg and Mog》一書的形式，製作一節以小學五年級學生為對象的英文教育電視節目。

## 外部連結
- 繪師Jan Pienkowski網站 （页面存档备份，存于）
- 日語版《Meg and Mog》官方網站